# فوروخا
فوروخا (به سوئدی: Furusjö) یک منطقهٔ مسکونی در سوئد است که در بخش هابو واقع شده‌است. فوروخا ۰٫۴۹ کیلومتر مربع مساحت و ۳۲۵ نفر جمعیت دارد.